# 大武政夫
大武 政夫（おおたけ まさお）は、日本の男性漫画家。2009年、『Fellows!』（KADOKAWAエンターブレイン）Vol.6掲載の「こまきまき」でデビュー。2022年より『女子高生除霊師アカネ！』を、2023年より『ハルタオルタ』（KADOKAWA）にて『J⇔M』を連載している。

## 来歴
『ときめきメモリアル』をプレイしたり、「だらだらと漫画を読んだり」して過ごす。
猿渡哲也のアシスタントを経験後、「青信号までの時間」でコミックビーム新人賞を受賞。2009年、『Fellows!』（KADOKAWAエンターブレイン）Vol.6に掲載された「こまきまき」でデビュー。『ヒナまつり』の読み切りを発表後、2010年から連載を開始。同作は2018年にテレビアニメ化されている。同作の終了後、作画をデジタルへ移行しようと考えた大武は、練習のために読み切りを数本執筆しようと考えていた。2022年、そんな時に『ハルタ』にて「魔法少年マモル始まらない！」を短期集中連載として発表。同年、『グランドジャンプ』（集英社）にて『女子高生除霊師アカネ！』を読み切りとして掲載後、好評を得て、同誌にてシリーズ連載として連載開始。大武によると、連載中にデジタル作業に慣れたという。2023年、『ハルタオルタ』（KADOKAWA）にて「J⇔M」の連載を開始。同年、『女子高生除霊師アカネ！』の連載が『グランドジャンプむちゃ』（集英社）へ移籍となる。

## 作品リスト

### 漫画作品

#### 連載
- ヒナまつり（『Fellows!』Vol.8、Vol.11B[13] -26、『ハルタ』Vol.1 - Vol.76[14]、2009年 - 2020年）
- 魔法少年マモル始まらない！（『ハルタ』Vol.91[10] - Vol.96[15]） - 短期集中連載[10]、『異世界発 東京行き』に収録[9]。
- 女子高生除霊師アカネ！（『グランドジャンプ』2022年8号[11]、2022年18号[3] - 2023年6号[16]→『グランドジャンプむちゃ』2023年11月号[12] - ） - 同誌初掲載作品で読み切りからシリーズ連載化後[11][3]、移籍[12]。
- J⇔M ジェイエム（『ハルタオルタ』2023年5月8日[4] - ）

#### 読み切り
- 青信号までの時間（雑誌未掲載[17]） - 『東京発 異世界行き』に収録。
- 銀行強盗は同窓会の始まり（雑誌未掲載[17]） - 『東京発 異世界行き』に収録。
- こまきまき（『Fellows!』Vol.6[17][18]、2009年） - 『東京発 異世界行き』に収録。
- 飛んでもガール（『Fellows!』Vol.9[17]、2010年） - 『東京発 異世界行き』に収録。
- 失策バッテリー（『Fellows!』Vol.10B[17]、2010年） - 『東京発 異世界行き』に収録。
- 一生消防士宣言（『Costume Fellows!』[17][19]、2011年） - 『東京発 異世界行き』に収録。
- 最後の晩餐（『ハルタ』Vol.1[17][20]、2013年） - 『東京発 異世界行き』に収録。
- 異世界異文化交流記（『まんぷくフェローズ』[17][21]、2013年） - 『東京発 異世界行き』に収録。
- 三田村桜子（仮）の一生（『ハルタ』Vol.9[17]、2013年） - 『東京発 異世界行き』に収録。
- カッパときゅうりと私（『ハルタ』Vol.19、2014年[9]） - 『異世界発 東京行き』に収録[9]。
- じじいと孫（『U12 こどもふぇろーず』、2016年[9]） - 『異世界発 東京行き』に収録[9]。
- 世紀末だよ！ ハクメイとミコチ（『ハルタ』Vol.50綴じ込み小冊子「はくみこころころ」、2017年[9]） - 『異世界発 東京行き』に収録[9]。
- 90 59 88（『グラマラスフェローズ』、2018年[9]） - 『異世界発 東京行き』に収録[9]。
- ラークの大冒険（『ハルタオルタ』2019 AUTUMN、2019年[9]） - 『異世界発 東京行き』に収録[9]。
- 俺たちの非日常はこれからだ！（『テラン』2022 WINTER[22]、2022年） - 『異世界発 東京行き』に収録[9]。

### 書籍
- 『ヒナまつり』、KADOKAWAエンターブレイン〈ビームコミックス〉→〈ハルタコミックス〉2011年 - 2020年、全19巻
- 『東京発 異世界行き』KADOKAWA〈ビームコミックス〉、2014年3月3日発売[6]、ISBN 978-4-04-729498-1
- 『女子高生除霊師アカネ！』、集英社〈ヤングジャンプコミックス〉2023年[23] - 、既刊3巻（2025年4月17日現在）
- 『異世界発 東京行き』KADOKAWA〈ハルタコミックス〉、2023年10月14日発売[24]、ISBN 978-4-04-737654-0
- 『J⇔M ジェイエム』、KADOKAWA〈ハルタコミックス〉2023年[24] - 、既刊5巻（2025年5月15日現在）

### その他
- 雛祭画廊（『Fellows!』Vol.15企画[25]）ひな祭りの描きおろしイラスト[25]
- テキストフェローズ（『Fellows!』Vol.17企画[26]）笠井スイとの対談掲載
- フェローズのできるまで（『ゲッサン』2012年3月号[27]）『Fellows!』作家25名の合作読み切り参加[27]
- 『坂本ですが?』トリビュート小冊子「坂本へ捧ぐ21の旋律」（『ハルタ』Vol.9付録冊子[28]）イラスト寄稿[28]
- CULTURE BROS.（『TV Bros.』2018年7月号[29]）インタビュー掲載[29]
- 『漫画家本SPECIAL ドロヘドロ本』（2019年4月26日発売[30]）イラスト寄稿[30]